# Walter Schneider (Chemiker)

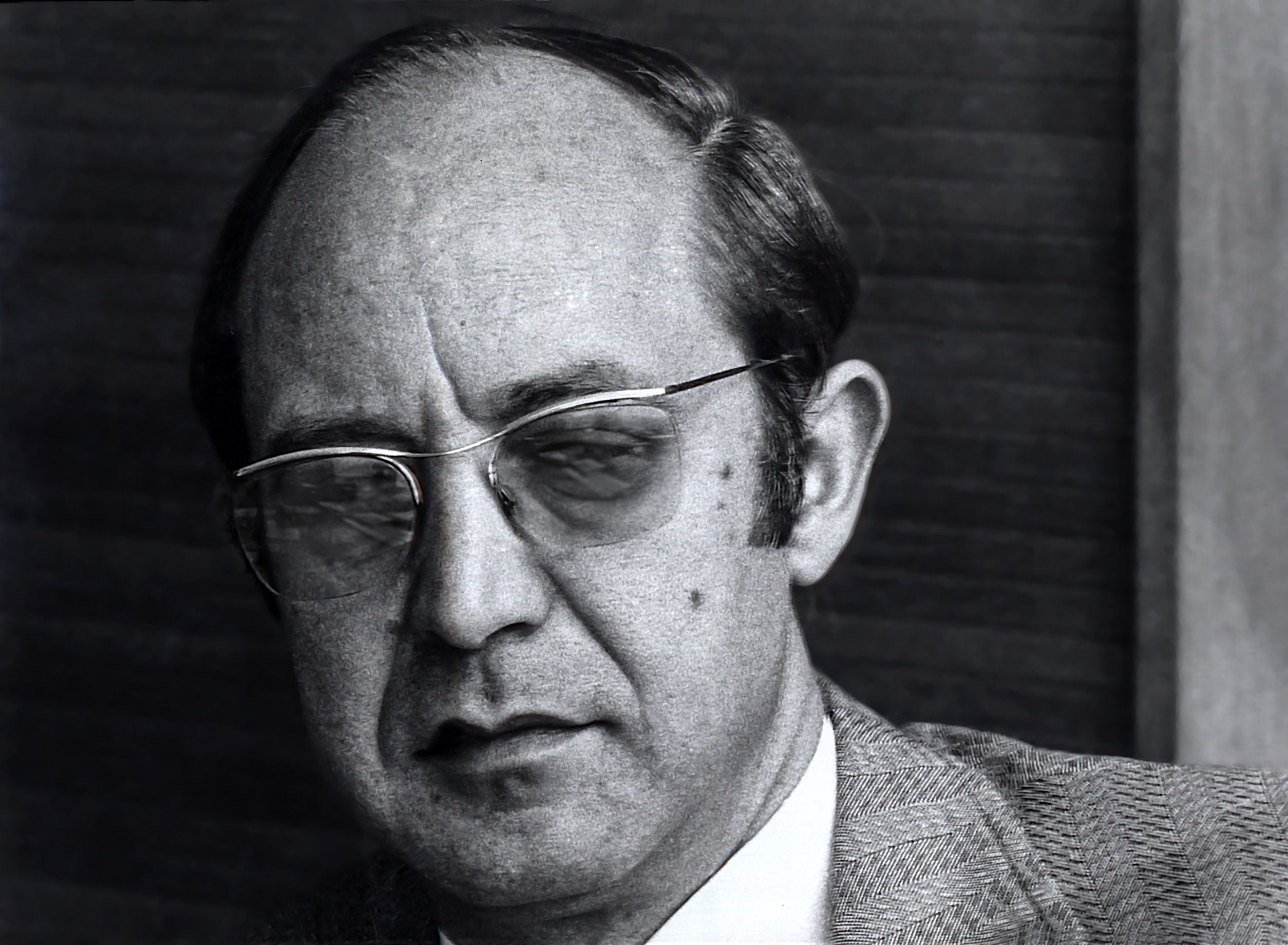
Walter Schneider (ca. 1985)

Walter Schneider (* 28. Januar 1928; † 2. Oktober 2011 in Greifensee; heimatberechtigt in Rorbas) war ein Schweizer Chemiker und Professor für anorganische Chemie an der ETH Zürich.

## Leben
Walter Schneider studierte von 1947 bis 1951 Chemie an der Universität Zürich und war dort von 1952 bis 1954 Assistent an der Anorganischen Abteilung des Chemischen Instituts. 1955 promovierte er bei Gerold Schwarzenbach. Von 1955 bis 1956 verbrachte er einen Aufenthalt am Physikalisch-chemischen Institut der Universität Leeds und war ab 1957 Forschungsassistent am Laboratorium für Anorganische Chemie an der ETH Zürich, wo er sich 1965 habilitierte. Schneider wurde 1963 Privatdozent auf dem Gebiet der speziellen anorganischen Chemie an der ETH Zürich. Im Jahr 1964 wählte ihn der Bundesrat zum ausserordentlichen Professor für Anorganische Chemie und 1969 wurde er zum ordentlichen Professor für das gleiche Lehrgebiet befördert. Jeweils für mehrere Jahre stand er dem Laboratorium für Anorganische Chemie sowie den Abteilungen Chemie und später Umweltnaturwissenschaften vor. Schneider gilt als Gründervater der Abteilung Umweltnaturwissenschaften. Er emeritierte im Jahr 1993. 

## Forschung
Als Postdoktorand in Leeds gelang ihm mit einem Projekt zur Kinetik von Oxalatradikalen der wissenschaftliche Durchbruch. Beim Studium des Eisenkreislaufes in Mensch und Tier stiess er dann später auf das Thema seines Lebens: Die bio-anorganische Chemie. Mit visionären Vorlesungen hat er die Studenten für sein Fach begeistert. Er war ein «Meister des Anfangens», was sich beim Aufbau der Umweltwissenschaften als ein Glücksfall erwies. Gewisse Fehlentwicklungen des Wissenschaftsbetriebes hat er kritisch begleitet und seine Abschiedsvorlesung über Forschungsmüll gehalten.

## Publikationen (Auswahl)
- Die Komplexbildung N-substituierter Iminodiessigsäurederivate. Dissertation phil.-nat. Universität Zürich, 1955.
- mit Giorgio Anderegg, Rudolf Gut (Hrsg.): Essays in co-ordination chemistry. Dedicated to Gerold Schwarzenbach on his 60th birthday, 15 March 1964. Birkhäuser, Basel 1964.
- Einführung in die Koordinationschemie. Springer, Berlin 1968, ISBN 3-642-92969-9.